# Réserve de biosphère de la baie de Dublin
Cet article concerne la réserve. Pour la baie, voir Baie de Dublin.
La réserve de biosphère de la baie de Dublin (en anglais : Dublin Bay Biosphere Reserve) est une réserve de biosphère située en Irlande couvrant la baie de Dublin, Bull Island et les terres voisines, dont des zones de la ville de Dublin.

## Situation
La réserve couvre la baie de Dublin, Bull Island et les terres voisines, dont des zones de la ville de Dublin. Elle est la seule réserve de biosphère au monde à s'étendre sur une capitale.
Le cœur de la réserve s'étend sur 50 km2 et comprend la baie de Baldoyle, Ireland's Eye, Howth Head, les zones nord et sud de la baie de Dublin, Bull Island et Dalkey Island.
| Zone                    | Partie terrestre | Partie marine | Total        |
| ----------------------- | ---------------- | ------------- | ------------ |
| Cœur                    | 3 148,73 ha      | 1 880,67 ha   | 5 029,40 ha  |
| Zone tampon             | 5 161,94 ha      | 3 079,11 ha   | 8 241,05 ha  |
| Zone de transition      | 9 989,17 ha      | 7 277,19 ha   | 17 266,36 ha |
| Toutes zones confondues | 18 299,84 ha     | 12 236,97 ha  | 30 536,81 ha |

## Milieu naturel
La réserve couvre plusieurs habitats : des schorres peuplés de salicornes, de puccinellies maritimes et d'espèces du genre Limonium, des dunes peuplées d'angiospermes des milieux salés, de roquettes de mer et d'espèces du genre Agropyron, des plages, et des vasières peuplées d'algues. Par ailleurs, la réserve protège d'importantes colonies de bernaches cravants, de barges à queue noire et de barges rousses, et en hiver, de héron cendrés, de garrots, de harles huppés et de chevaliers aboyeurs ; la réserve abrite par ailleurs une sous-espèce de lièvre variable spécifique à l'Irlande.

## Gestion et protection
La réserve de biosphère est créée en 1981 sous le nom de « North Bull Island ». En 2015, elle est étendue en prend le nom de « baie de Dublin ».
Elle est gérée par un partenariat entre les conseils des trois gouvernements locaux concernés (ville de Dublin, comté de Fingal et comté de Dún Laoghaire-Rathdown), le National Parks and Wildlife Service, Fáilte Ireland et la société du port de Dublin (en),. Ce partenariat peut également collaborer avec les organisations communautaires, les organisations non-gouvernementales, les entreprises, les universités et les écoles concernées.
Par ailleurs, trois sites Ramsar sont inclus dans la réserve : Sandymount Strand, North Bull Island et Baldoyle Bay.

## Tourisme
En raison de sa proximité avec Dublin, la réserve sert aux activités pédagogiques et récréatives pour les établissements scolaires et les habitants de la ville.